# Hyssia biterminosa
Hyssia biterminosa là một loài bướm đêm trong họ Noctuidae.